# Zona Leste de Uberlândia
A Zona Leste de Uberlândia, é formada por 17 bairros oficiais integrados da cidade, localizada no Triângulo Mineiro, sudeste do Brasil.

## Bairros da Zona Leste de Uberlândia

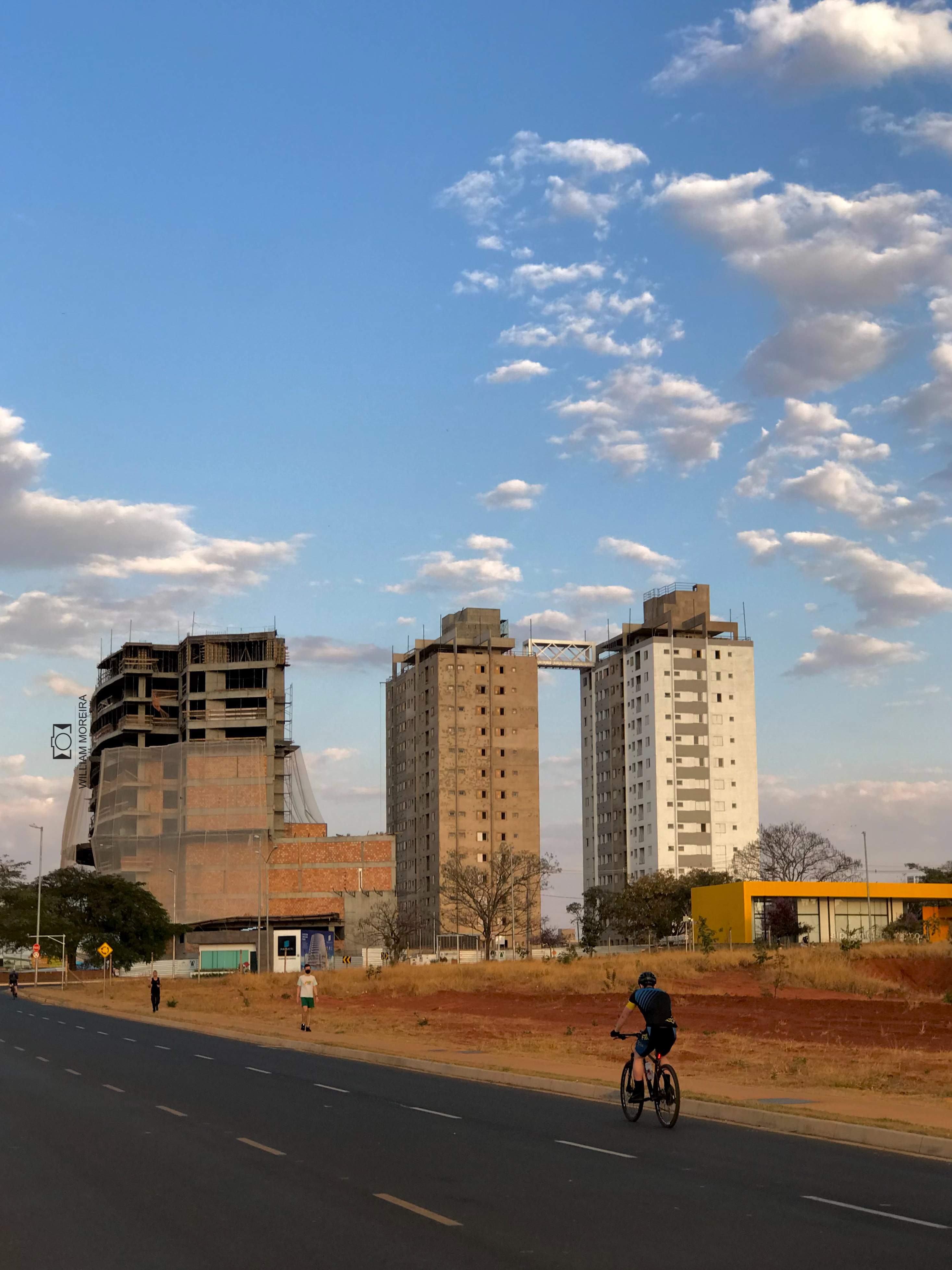
Granja Marileusa, bairro da Zona Leste de Uberlândia.

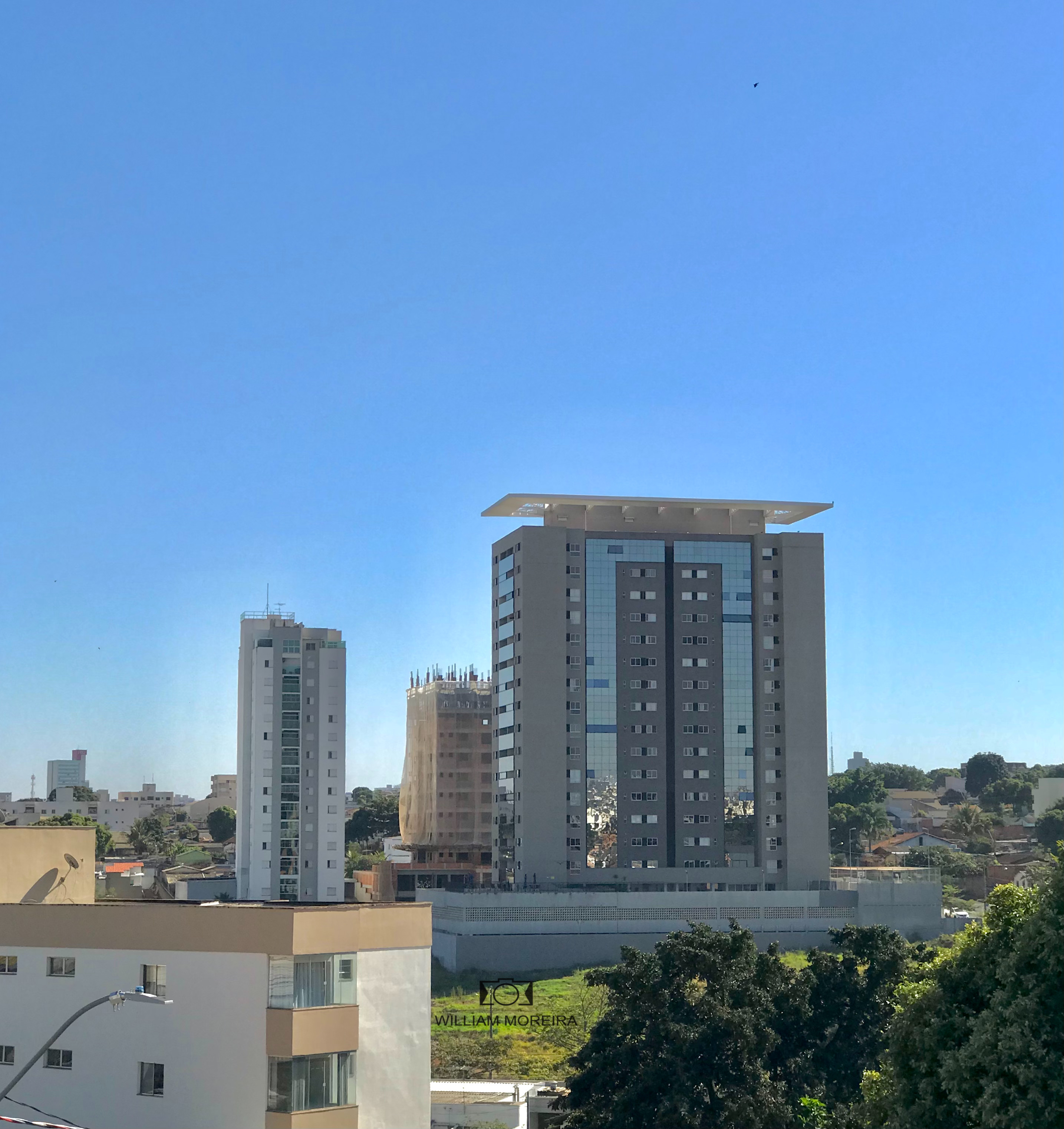
Tibery, bairro da Zona Leste de Uberlândia.

(não inclui os bairros extintos (hoje integrados à outros), nem loteamentos e nem condomínios)

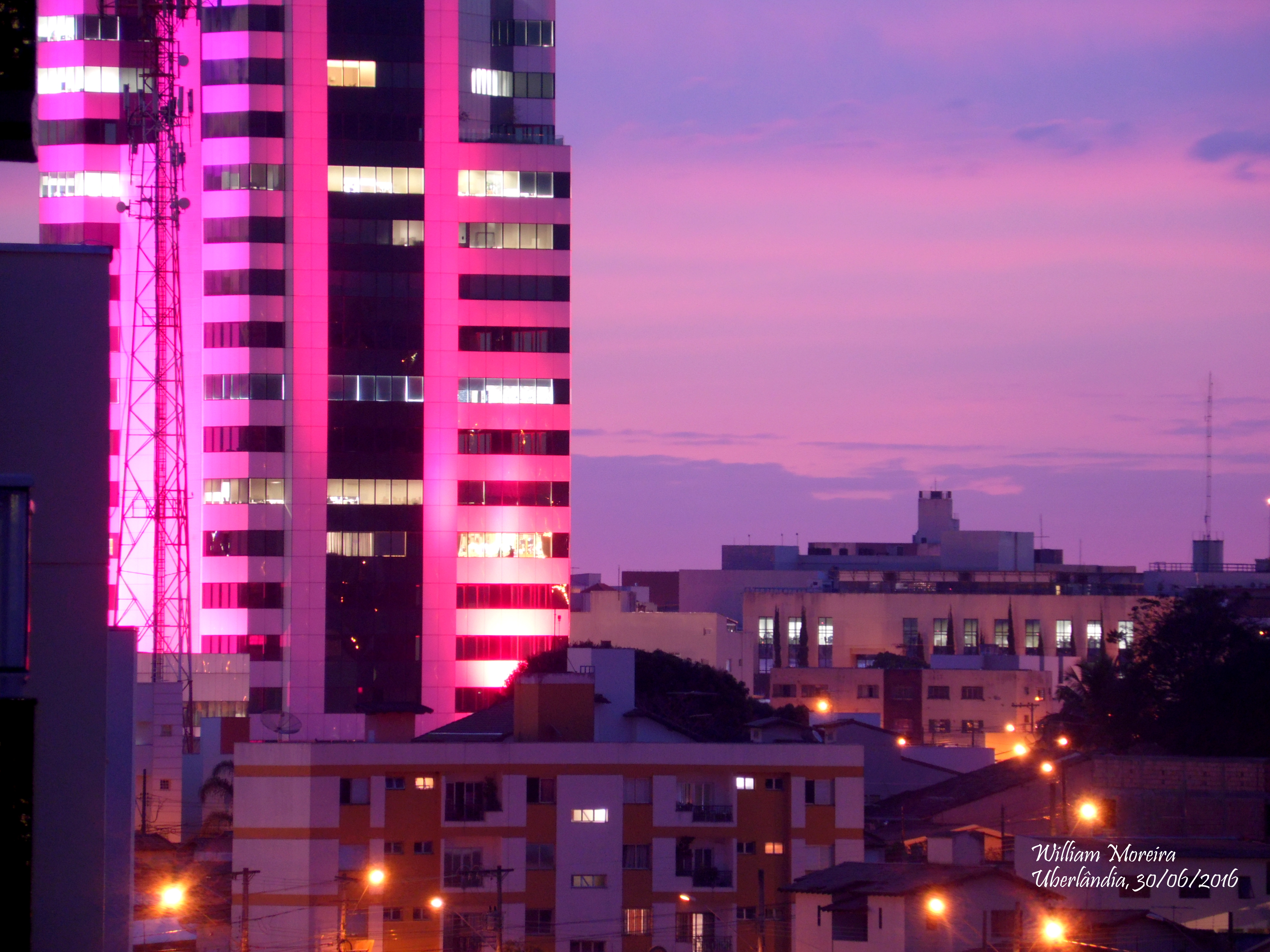
Vista parcial do bairro Tibery e em destaque, a torre comercial UBT, no Complexo Center Shopping.

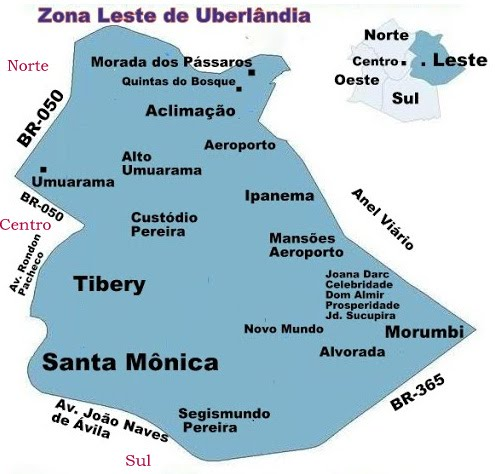
Bairros da Zona Leste de Uberlândia - MG.

- Santa Mônica
- Tibery
- Segismundo Pereira
- Umuarama
- Alto Umuarama
- Custódio Pereira
- Aclimação
- Mansões Aeroporto
- Alvorada
- Novo Mundo
- Morumbi
- Residencial Integração
- Morada dos Pássaros
- Jardim Ipanema
- Portal do Vale
- Granja Marileusa
- Grand Ville

## Loteamentos e condomínios da Zona Leste de Uberlândia

### Loteamentos:
- Vida Nova;[3]
- Bem Viver;
- Reserva dos Ipês;
- Verde Vida;
- New Golden Ville/Residencial Juliana;
- Quintas do Bosque;
- Vila Correia;
- Vila Ana Angélica;
- Jardim Parque do Sabiá;
- Jardim Finotti;
- Jardim California;
- Progresso;
- Bosque dos Buritis;[4]
- Praça Alto Umuarama;
- Quinta Alto Umuarama;
- Raros Alto Umuarama.

### Condomínios fechados:
- Terra Nova Uberlândia I;
- Terra Nova Uberlândia II;
- Terra Nova Uberlândia III.

### Condomínios fechados de alto padrão
- Alphaville I e II;
- Paradiso Condomínio Ecológico;
- Terras Alpha.

## Bairros do extremo da Zona Leste
- Morada dos Pássaros e Vila Marielza.

## Distritos
- Tapuirama - saída pela BR-452, sentido ao município de Araxá, passando pela lateral do Bairro Morumbi.
- Olhos d'Água, saída pela BR-365, sentido ao município de Romaria, passando pela lateral do Bairro Morumbi.

## Favelas e/ou assentamentos da zona leste uberlandense
Residencial Integração
- Dom Almir, Jardim Prosperidade, São Francisco, Joana D'Arc, Jardim Sucupira e Celebridade, que hoje fazem parte do Residencial Integração, área revitalizada pela prefeitura do município.[5]

## Maiores bairros da Zona Leste
- Os maiores bairros da zona leste são o Santa Mônica e o Tibery.

## População
- A Zona Leste de Uberlândia, tem pouco mais de 130 mil habitantes.
- E tem pouco mais de 38 mil domicílios.

## Centro Administrativo e Prefeitura
- Localiza-se na zona leste, mais exatamente, no Bairro Santa Mônica, o Centro Administrativo Virgílio Galassi, composto pela Prefeitura Municipal e Câmara de Vereadores a Prefeitura Municipal na Avenida Anselmo Alves dos Santos, 600 e a Câmara Municipal, na Avenida João Naves de Ávila, 1617.

## Comércio
- A Zona Leste tem um forte comércio, e está concentrado nas avenidas João Naves de Ávila, Floriano Peixoto, Segismundo Pereira, Belarmino Cotta Pacheco e Benjamim Magalhães; entre outras, além dos shoppings  (leia abaixo).

## Shoppings

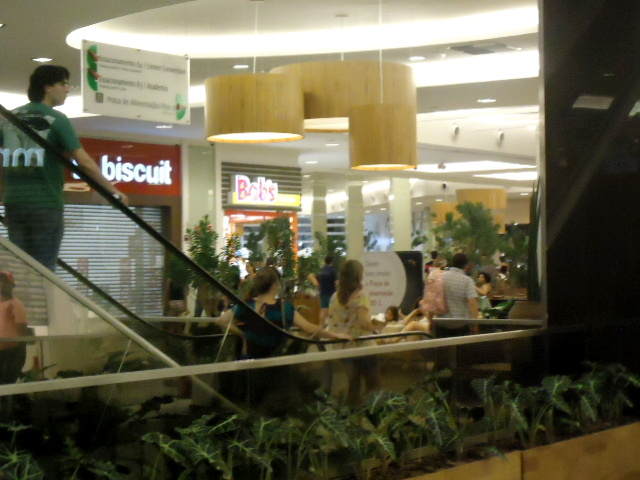
Parte da Praça de Alimentação do Piso 2 do Center Shopping.

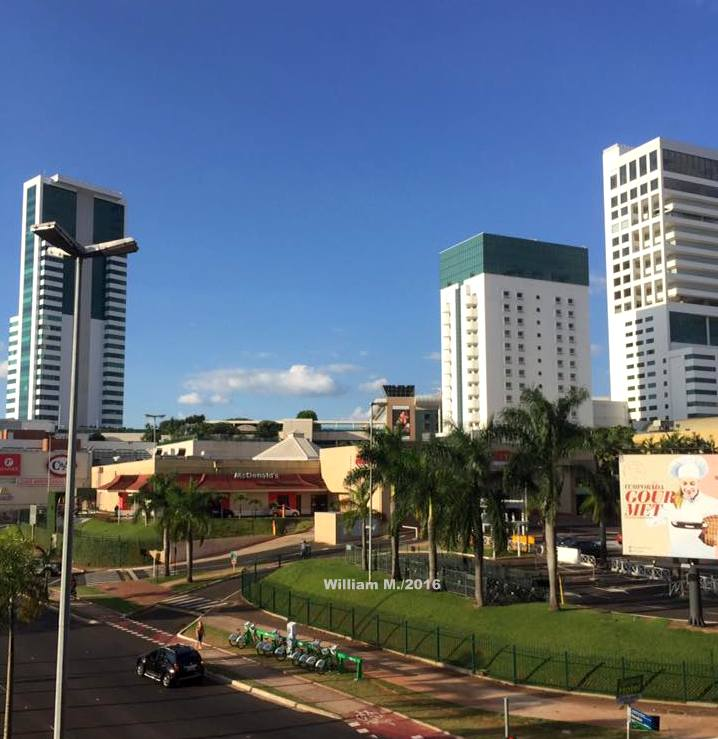
Center Shopping, o maior e principal complexo de Uberlândia e do interior de Minas Gerais.

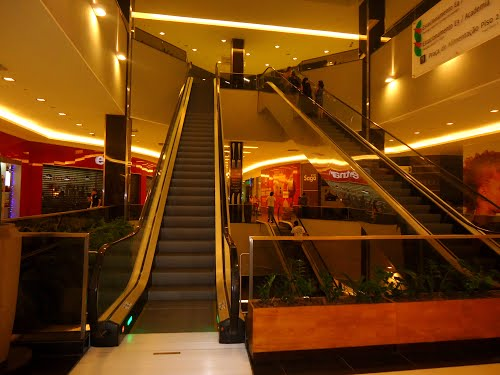
Interior do Center Shopping - Piso 2.

- Center Shopping Uberlândia - Av. João Naves de Ávila, 1331 - Bairro Tibery.

- Pátio Sabiá - Av. Anselmo, 1111 - Tibery.

- Villa Viseu - Av. Maria Silva Garcia, 286 - Granja Marileusa.

## Parque

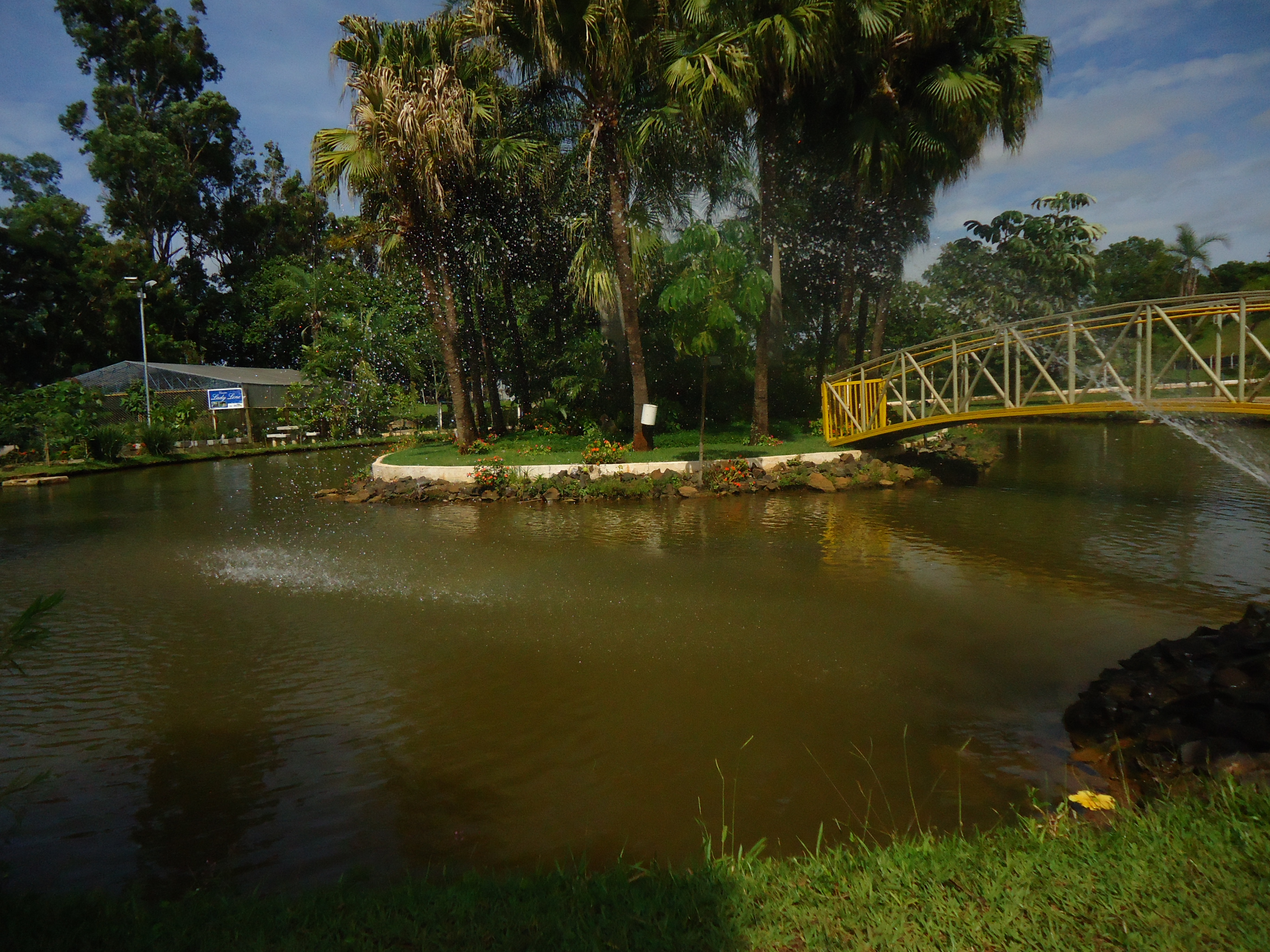
Bosque Lady Lene - Parque do Sabiá, na Zona Leste de Uberlândia.

- Um dos mais de 8 parques da cidade, localiza-se na Zona Leste, denominado Parque do Sabiá, é o maior e mais importante parque urbano de Uberlândia e da região.
- De segunda a sexta-feira, passam pouco mais de 10 mil pessoas. e nos finais de semana, passam por lá pouco mais de 20 mil pessoas.

## Terminais de ônibus coletivo
- Na Zona Leste de Uberlândia, em 2015, só existia o Terminal Umuarama, no bairro homônimo.
- Com o projeto Uberlândia Planejada, do antigo governo do Gilmar Machado-PT, está em fase final de construção, mais um terminal do transporte coletivo, no bairro Novo Mundo, zona leste da cidade, que junto com as 11 estações que estão sendo construídas, desde o cruzamento com a Avenida João Naves de Ávila, que é o corredor estrutural Sudeste, até o fim da Avenida Segismundo Pereira, onde será o futuro Terminal Novo Mundo, esse projeto todo, formará o corredor estrutural Leste.
- Essas obras beneficiarão mais de 60 mil usuários por dia.
- As linhas que passarão por esse novo corredor, saírão do Terminal Central, no setor central da cidade, com destino ao Santa Mônica e aos bairros da região Dom Almir e Morumbi, todos na zona leste.

## Principal Hipermercado
- Hipermercado Carrefour Uberlândia - Av. João Naves de Ávila, 1441.

## Principais supermercados e atacado da Zona Leste deUberlândia
- Supermercado Bretas João Naves - Av. João Naves de Ávila, 5039 - Santa Mônica.
- Supermercado Bretas Custódio Pereira - Av. Floriano Peixoto, 4680.
- Supermercado Leal - Av. Noruega, 180 - Tibery e na Av. Segismundo Pereira.
- Makro Uberlândia - BR-050 km 73, 7085 (Pista Lateral) - Custódio Pereira.
- Supermercado Bahamas - Grand Ville .
- Supermercados Smart - Santa Mônica, Tibery e Morumbi
- Supermercado D'Ville no Shopping Center.

## Novo Fórum deUberlândia

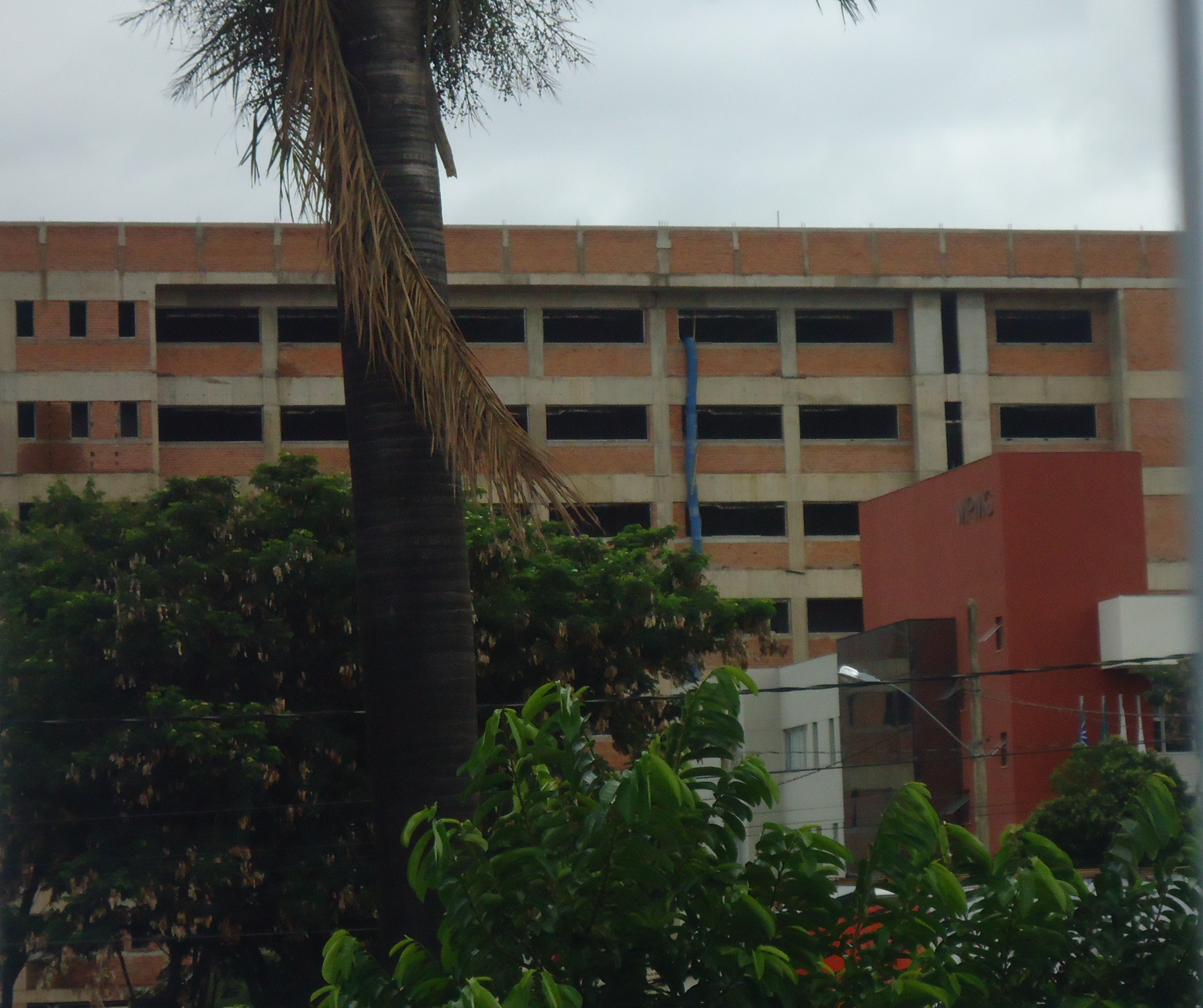
Novo Fórum de Uberlândia, ainda em construção, e em vermelho o Ministério Público de Minas Gerais, localizados na Zona Leste da cidade.

- Uberlândia terá um novo fórum; O mesmo, está sendo construído no final da Avenida Rondon Pacheco, no sentido Praia-BR-050, ao lado do Estádio Airton Borges, no bairro Tibery.
- O Fórum Abelardo Penna, que está atualmente localizado na Praça Professor Jacy de Assis, no centro da cidade, ficou pequeno, por isso está em construção o novo fórum, que terá por volta de 8 andares.

## UFUna Zona Leste
Campus Santa Mônica - Universidade Federal de Uberlândia
- Avenida João Naves de Ávila, 2121 - Bairro Santa Mônica.  (principal campus da UFU)
- Telefone: (34) 3239-4411.

Campus Umuarama - Universidade Federal de Uberlândia
- Avenida Pará, 1720 - Bairro Umuarama.
- Telefone: (34) 3218–2100.

## Hospitais
- Há na zona leste, os principais hospitais da região de Uberlândia (como: Triângulo Mineiro, Alto Paranaíba, uma parte de Goiás e parte do Mato Grosso do Sul), o Hospital de Clínicas da UFU, que fica na Avenida Pará, 1720, e o Hospital do Câncer de Uberlândia, que fica na Avenida Amazonas, 1996 - Campus Umuarama (ambos).

## Cemitério
- Cemitério e Crematório Parque dos Buritis - Avenida Segismundo Pereira, no bairro Novo Mundo, próximo a Ceasa-Minas.
- Os outros dois cemitérios, estão localizados nos bairros Osvaldo Rezende, na região central e Planalto na região oeste da cidade.

## Aeroporto
- O Aeroporto de Uberlândia - Tenente Coronel Aviador César Bombonato, localiza-se na Praça José Alves dos Santos, na Aclimação.

## Sedes de TV na Zona Leste
- TV Paranaíba - afiliada Rede Record - Bairro Umuarama.
- Rede e TV Integração - afiliada Rede Globo - Bairro Umuarama.
- TV Universitária - UFU - Campus Umuarama - Bairro Umuarama.

## Principais ligações da Zona Leste ao Centro da cidade
Principais ligações do centro à zona leste e vice-versa
- Avenida João Naves de Ávila
- Avenida Governador Rondon Pacheco
- Avenida Segismundo Pereira
- Avenida Floriano Peixoto
- Avenida Anselmo Alves dos Santos
- Avenida Brasil
- Avenida Afonso Pena
- Avenida João Pinheiro

## Principais vias
- Avenida Rondon Pacheco
- Avenida João Naves de Ávila
- Avenida Afonso Pena
- Avenida Floriano Peixoto
- Avenida Brasil
- Avenida João Pinheiro

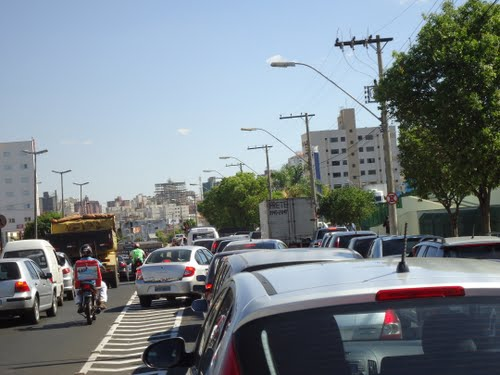
Trânsito parado na Av. Anselmo Alves dos Santos, sentido Parque do Sabiá-Rondon/João Naves, na Zona Leste de Uberlândia.

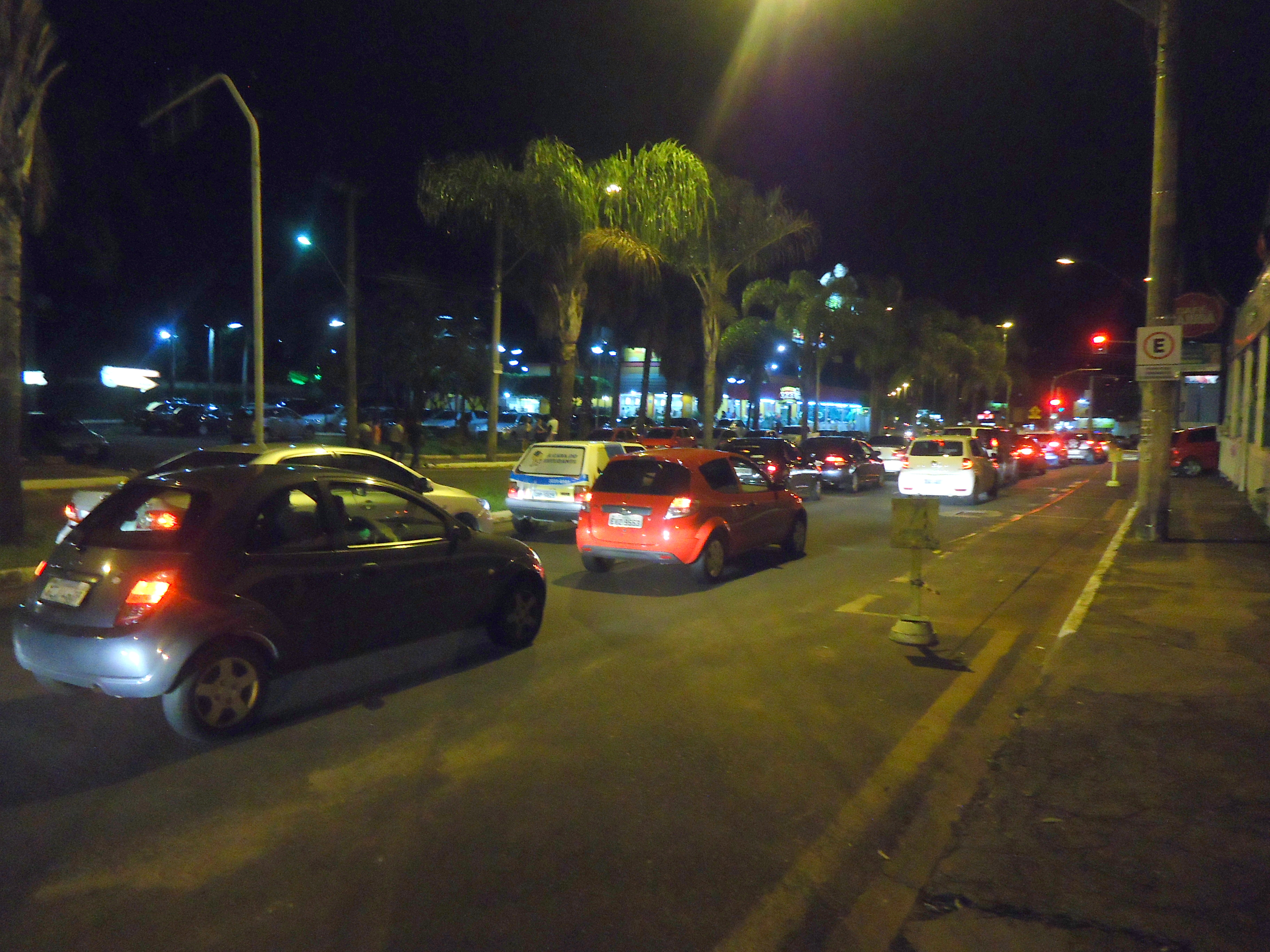
Avenida Anselmo Alves dos Santos, que interliga parte da Zona Leste à Avenida Rondon Pacheco, passando por Santa Maria, na zona sul.

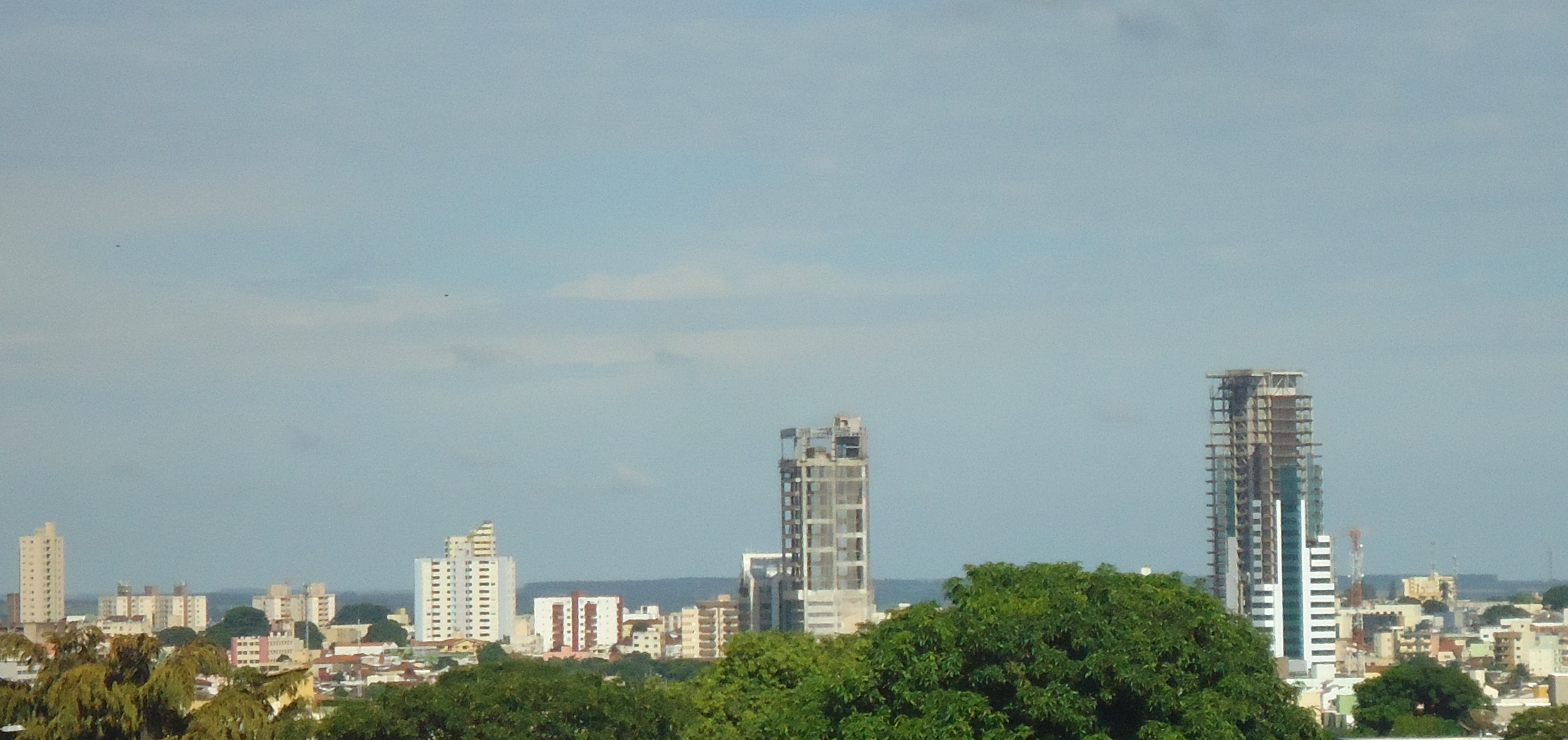
Parte da região central e as duas torres do Center Shopping (em destaque - lado direito da foto), vistas do bairro Santa Mônica, na Zona Leste de Uberlândia.

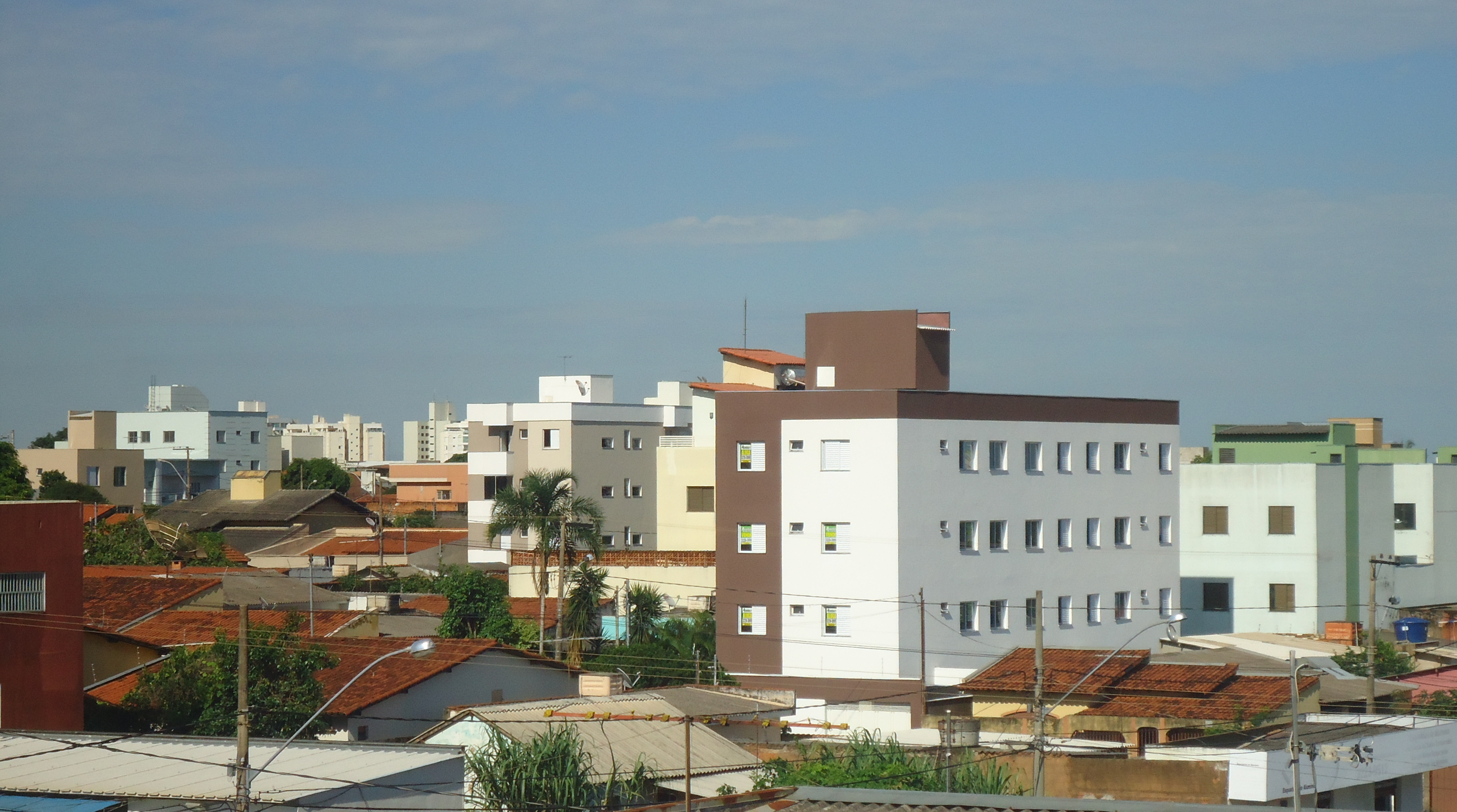
Vista parcial do bairro Santa Mônica, o principal e maior da Zona Leste e de Uberlândia.

- Avenida Anselmo Alves dos Santos (fotos)
- Avenida Segismundo Pereira
- Avenida Lázara Alves Ferreira
- Avenida Salomão Abrahão
- Avenida Ubiratan Honório de Castro
- Avenida Terezina
- Avenida Doutor Vicente Salles Guimarães
- Avenida Benjamim Magalhães
- Avenida Suiça
- Avenida Francisco Ribeiro
- Avenida Doutor Laerte Vieira Gonçalves
- Avenida Frederico Tibery
- Avenida Espanha
- Avenida Sideral
- Avenida Jerônimo José Alves
- Avenida Sebastião Manoel Barbosa
- Avenida Sideral
- Avenida Orlandina Ondina
- Avenida Espacial
- Avenida Central
- Rua Mário Faria
- Rua Florestano de Macedo Tibery
- Rua Montreal
- Rua Paraná
- Rua Constantinopla
- Rua João Balbino
- BR-050
- BR-452
- Anel Viário Ayrton Senna (Contorno Leste/Norte).

## Bairros Integrados
- O município de Uberlândia também é subdividido em cinco regiões, denominadas pela prefeitura de setores. São elas: Região Central de Uberlândia, Zona Leste, Zona Oeste, Zona Norte e Zona Sul. A cidade também se subdividi em cerca de 160 bairros.[6]  Entretanto, com o objetivo de reduzir esse grande número, a prefeitura vem organizando desde a década de 1980 o projeto "Bairros Integrados", que visa na união de diversos bairros da cidade para criar condições para um estudo detalhado da atual malha urbana. A meta é reduzir o número de bairros em apenas oitenta.[7]